# Kanadas Grand Prix 1989
Kanadas Grand Prix 1989, officiellt XXVII Grand Prix Molson du Canada, var ett Formel 1-lopp som kördes 19 juni 1989 på Circuit Gilles Villeneuve i Montréal i Kanada. Loppet var det sjätte av sammanlagt sexton deltävlingar ingående i Formel 1-säsongen 1989 och kördes över 69 varv.

## Resultat
1. Thierry Boutsen, Williams-Renault, 9 poäng
2. Riccardo Patrese, Williams-Renault, 6
3. Andrea de Cesaris, BMS Scuderia Italia (Dallara-Ford), 4
4. Nelson Piquet, Lotus-Judd, 3
5. Rene Arnoux, Ligier-Ford, 2
6. Alex Caffi, BMS Scuderia Italia (Dallara-Ford), 1
7. Ayrton Senna, McLaren-Honda
8. Christian Danner, Rial-Ford

### Förare som bröt loppet
- Roberto Moreno, Coloni-Ford (varv 57, differential)
- Derek Warwick, Arrows-Ford (40, motor)
- Jonathan Palmer, Tyrrell-Ford (35, snurrade av)
- Nicola Larini, Osella-Ford (33, elsystem)
- Ivan Capelli, March-Judd (28, snurrade av)
- Philippe Alliot, Larrousse (Lola-Lamborghini) (26, snurrade av)
- Luis Pérez Sala, Minardi-Ford (11, snurrade av)
- Mauricio Gugelmin, March-Judd (11, elsystem)
- Gerhard Berger, Ferrari (6, växellåda)
- Gabriele Tarquini, AGS-Ford (6, snurrade av)
- Eddie Cheever, Arrows-Ford (3, snurrade av)
- Alain Prost, McLaren-Honda (2, upphängning)
- Stefano Modena, Brabham-Judd (0, kollision)
- Pierluigi Martini, Minardi-Ford (0, kollision)
- Michele Alboreto, Tyrrell-Ford (0, elsystem)

### Förare som diskvalificerades
- Stefan "Lill-Lövis" Johansson, Onyx-Ford (varv 13)
- Nigel Mansell, Ferrari (0)
- Alessandro Nannini, Benetton-Ford (0)

### Förare som ej kvalificerade sig
- Satoru Nakajima, Lotus-Judd
- Yannick Dalmas, Larrousse (Lola-Lamborghini)
- Johnny Herbert, Benetton-Ford
- Olivier Grouillard, Ligier-Ford

### Förare som ej förkvalificerade sig
- Martin Brundle, Brabham-Judd
- Bertrand Gachot, Onyx-Ford
- Gregor Foitek, EuroBrun-Judd
- Piercarlo Ghinzani, Osella-Ford
- Bernd Schneider, Zakspeed-Yamaha
- Joachim Winkelhock, AGS-Ford
- Volker Weidler, Rial-Ford
- Aguri Suzuki, Zakspeed-Yamaha
- Pierre-Henri Raphanel, Coloni-Ford